# Rachunek błędów
Rachunek błędów – zespół zagadnień na pograniczu metrologii, statystyki i matematyki stosowanej, obejmujący zasady opracowywania i prezentacji wyników doświadczalnych. Analiza błędów obejmuje dyskusje zasadności stosowanych metod pomiarowych, dyskusje ich dokładności i powtarzalności oraz właściwą analizę wielkości błędów, czyli właśnie rachunek błędów. Wszelkie wyniki pomiarów pozbawione dyskusji błędów, a zwłaszcza określenia błędu pomiarowego, są w istocie wyłącznie wskazaniami. Jeśli na przykład ktoś stwierdza, że jest wzrostu 4 m, to w zasadzie może być to prawda, bowiem kluczowe jest zagadnienie: w jaki sposób dokonano pomiaru.

## Podstawowe pojęcia
Analizując możliwe błędy pomiarowe oraz prezentując wyniki pomiarów, używamy następujących określeń:
- wartość prawdziwa: rzeczywista wartości mierzonej wielkości, która zazwyczaj pozostaje nieznana, ale może być przybliżona za pomocą estymatora, którym zwykle jest średnia, o ile zjawisko jest opisywane rozkładem Gaussa lub pokrewnym, w innych przypadkach sprawy wymagają głębszej analizy;
- błąd pomiaru: odstępstwo wyniku jednostkowego pomiaru od wartości prawdziwej, której na ogół nie znamy;
- błąd statystyczny: błąd pomiaru wynikający z ogółu wpływów środowiska, których często nie można zidentyfikować czy wyeliminować, właściwości zastosowanego przyrządu pomiarowego i innych przyczyn;
- błąd systematyczny: błąd wynikający z zastosowanej metody pomiaru lub innych przyczyn (np. niedających się wykluczyć, ale znanych zjawisk mających wpływ na pomiar), zwykle zmieniający wyniki pomiaru "w jedną stronę";
- błąd metody: błąd wynikający z zastosowanej metody pomiaru, często mający charakter błędu systematycznego;
- błąd maksymalny: wartość maksymalnego odstępstwa wyniku pomiaru od wielkości poprawnej, gwarantowana przez zastosowanie określonej metody pomiarowej: np. miernik mierzy napięcie z błędem maksymalnym 1 mV, co oznacza, że wartość prawdziwa od pokazywanej przez miernik może się różnić co najwyżej o ±1 mV;
- wartość błędu statystycznego (często po prostu błąd statystyczny): wartość błędu wynikająca z analizy statystycznej błędu. Aby wartość ta charakteryzowała faktycznie przebieg pomiaru, musi być ona większa niż błąd maksymalny. Innymi słowy, pomiar musi dawać różne wyniki (jeśli każdy pomiar daje w granicach błędu maksymalnego ten sam wynik, nie ma sensu stosowanie analizy statystycznej, szczegóły zjawiska są przed nami ukryte przez bezwładność układu pomiarowego, podobnie zwiększanie liczby pomiarów nie poprawi sytuacji. Zwykle jako wartość błędu statystycznego przyjmuje się odchylenie standardowe, co jest uzasadnione wyłącznie, jeśli wyniki pomiarów mają statystyczny rozkład normalny (Gaussa) lub inny, możliwy do zastosowania (np. rozkład Studenta);
- odchylenie standardowe: estymator przybliżający wartość błędu statystycznego adekwatny w przypadku odpowiedniej liczności próby pomiarowej (np. odchylenie standardowe dla rozkładu Gaussa można na ogół stosować, o ile liczność próby jest większa lub równa 10)
- błąd bezwzględny: wartość błędu liczona adekwatną do danej sytuacji metodą (jako błąd maksymalny lub jako błąd statystyczny)
- błąd względny: wartość błędu podana jako procent mierzonej wielkości. W niektórych przypadkach działanie przyrządu pomiarowego (np. pomiar energii elektrycznej) wymusza takie określenie błędu maksymalnego, to znaczy, dla tych metod pomiaru błąd maksymalny pomiaru jest podawany jako błąd względny. Jednak samo pojęcie błędu względnego jest tak wygodne w użyciu, że stosuje się je także i tam, gdzie nie ma to czysto technicznego uzasadnienia. Błąd względny charakteryzuje użytą metodę pomiaru, a w mniejszym stopniu sam wynik pomiaru;
- błąd gruby, pomyłka: ma miejsce, gdy któryś z wyników pomiaru odbiega znacznie od pozostałych, możemy przypuszczać, że zaszło jakieś zdarzenie, które spowodowało wypaczenia eksperymentu. Wyniki takie często są odrzucane podczas analizy statystycznej. Błędy grube wynikają najczęściej z jakiegoś poważnego przeoczenia, pomyłki – np. złego odczytania skali miernika, z pomylenia miejsca zapisu przecinka podczas przetwarzania pomiarów, zmierzenie nie tego obiektu itp.
- maksymalny błąd: największa wartość błędu pomiarowego jaka może wystąpić w danym doświadczeniu, wielkość nieograniczona i nieokreślona w żaden sposób

Od 1995 r. zalecane jest stosowanie w praktyce pomiarowej rachunku niepewności.